# Nighttime Stories
Nighttime Stories è il sesto album in studio del gruppo musicale statunitense Pelican, pubblicato il 7 giugno 2019 dalla Southern Lord Records.

## Descrizione
Anticipato ad aprile dal singolo Midnight and Mescaline, si tratta del primo album registrato in studio dai tempi di Forever Becoming, uscito nel 2013, nonché il primo a figurare il chitarrista Dallas Thomas già nella fase di composizione.

## Tracce
1. WST – 3:11
2. Midnight and Mescaline – 4:56
3. Abyssal Plain – 4:48
4. Cold Hope – 6:57
5. It Stared at Me – 3:22
6. Nighttime Stories – 6:35
7. Arteries of Blacktop – 6:33
8. Full Moon, Black Water – 8:02

Tracce bonus nell'edizione giapponese
1. Darkness on the Stairs – 4:48
2. It Stared at Me (Sanford Parker Remix) – 5:32

## Formazione
Gruppo
- Dallas Thomas – chitarra
- Larry Herweg – batteria
- Bryan Herweg – basso
- Trevor Shelley-de Brauw – chitarra

Produzione
- Sanford Parker – registrazione
- Matt Bayles – missaggio
- Ed Brooks – mastering

## Classifiche
| Classifica (2019)         | Posizione massima |
| ------------------------- | ----------------- |
| Stati Uniti (heatseekers) | 6                 |
| Stati Uniti (independent) | 23                |
| Stati Uniti (tastemakers) | 12                |